# Silene salmonacea
Silene salmonacea är en nejlikväxtart som beskrevs av T.W.Nelson, J.P.Nelson och S.A.Erwin. Silene salmonacea ingår i släktet glimmar, och familjen nejlikväxter. Inga underarter finns listade i Catalogue of Life.